# نبردناو کلاس پنسیلوانیا
نبردناو کلاس پنسیلوانیا (به انگلیسی: Pennsylvania-class battleship) یک کلاس از کشتی است.